# Epir (regija)
Epir (grško Ήπειρος, latinizirano: Ípiros, [ˈi.pi.ros]) je tradicionalna geografska in sodobna upravna regija v severozahodni Grčiji. Meji na regiji Zahodna Makedonija in Tesalija na vzhodu, Zahodna Grčija na jugu, Jonsko morje in Jonski otoki na zahodu ter Albanija na severu. Regija ima površino okoli 9200 km². Je del širše zgodovinske regije Epir, ki se prekriva z današnjo Albanijo in Grčijo, vendar leži večinoma znotraj grškega ozemlja.

## Zgodovina
Ko je Grčija postala neodvisna, je Epir ostal del Osmanskega cesarstva. Šele z balkanskimi vojnami 1912/13 je Grkom uspelo priključiti večji del Epira svoji državi, medtem ko je sever s Sarando, Delvino, Gjirokastra in Korčo pripadel Albaniji.
Z izbruhom prve svetovne vojne leta 1914 je novonastala neodvisna Albanija razpadla. Marca 1915 so sile antante sklenile sporazum, po katerem je Italija dobila večji del Albanije, Grčija pa severni Epir. Vendar so Albanci po koncu vojne uspeli pregnati grške okupacijske čete.
Iz Albanije, ki je bila priključena aprila 1939, so čete fašistične Italije leta 1940 napadle Grčijo, a so bile odbite. V zameno so Grki lahko zavzeli severni Epir in južno Albanijo. Razmere so se spremenile z vstopom Nemčije v vojno na Balkanu aprila 1941. Jugoslavijo in Grčijo so sile osi kmalu porazile, Epir pa je padel pod italijansko okupacijo. Epirsko gorovje je postalo eno glavnih območij grškega upora proti okupatorjem. Epir je bil tudi v grški državljanski vojni močno sporen.

## Geografija in ekologija
Grški Epir je tako kot celotna regija razgiban in gorat. Obsega deželo starodavnih Molosov in Tesprotijcev in majhen del dežele Haonijcev, večji del pa je v južni Albaniji. Večinoma je sestavljen iz gorskih grebenov, ki so del Dinarskega gorovja. Najvišja točka v regiji je gora Smolikas, na nadmorski višini 2637 metrov. Na vzhodu Pindsko gorstvo, ki tvori hrbtenico celinske Grčije, ločuje Epir od Makedonije in Tesalije. Večji del Epira leži na privetrni strani Pindskega gorstva. Vetrovi iz Jonskega morja ponujajo regiji več padavin kot kateri koli drug del Grčije.
Narodna parka Vikos-Aoös in Pindus sta v območni enoti Ioannina v regiji. Obe območji imata široko paleto živalstva in rastlinstva. Podnebje Epira je pretežno alpsko. Vegetacijo sestavljajo pretežno iglavci. Živalski svet je na tem območju še posebej bogat in med drugim vključuje medvede, volkove, lisice, jelene in rise.

## Uprava
Regija Epir (Περιφέρεια Ηπείρου, Periféria Ipírou), kot je trenutno opredeljena, je bila ustanovljena z upravno reformo leta 1987 in je bila razdeljena na območne enote (νομοί, nomí), ki so bile nadalje razdeljene na občine (δήμοι, dhími).
Grške reforme lokalne uprave iz leta 2011 so poenostavile lokalno upravo z zamenjavo prefektur z območnimi enotami enotami (περιφερειακή ενότητα, periferiakí enótita) in prestrukturiranjem nekdanjih občin in skupnosti, da se zmanjša njihovo skupno število. Danes so štiri območne enote Epira: Thesprotia, Ioannina, Arta in Preveza.
Regija Epir je razdeljena na štiri območne enote, ki ustrezajo območjem nekdanjih prefektur, ki so obstajale do leta 2010. Sorazmerno s številom prebivalcev pošljejo določeno število predstavnikov v 45-članski regionalni svet.
| Območna enota | Štev. preb. 2011 | Štev. preb. 2021 | Sedež | Občine                                                                     |
| ------------- | ---------------- | ---------------- | ----- | -------------------------------------------------------------------------- |
| Arta          | 67.877           | 63.732           | 9     | Arta, Georgios Karaiskakis, Kendrika Tzoumerka, Nikolaos Skoufas           |
| Ioannina      | 167.901          | 160.773          | 22    | Dodoni, Ioannina, Konitsa, Metsovo, Pogoni, Voria Tzoumerka, Zagori, Zitsa |
| Preveza       | 57.491           | 54.682           | 8     | Parga, Preveza, Ziros                                                      |
| Thesprotia    | 43.587           | 40.804           | 6     | Filiates, Igoumenitsa, Souli                                               |
| Epir          | 336.856          | 319.991          | 45    |                                                                            |

## Gospodarstvo
Epir ima malo virov in razgiban teren otežuje kmetijstvo. Paša ovac in koz je bila vedno pomembna dejavnost v regiji (Epir zagotavlja več kot 45 % mesa za grški trg), vendar se zdi, da je v zadnjih letih prišlo do upada. V okolici Janine gojijo tobak, nekaj pa je tudi poljedelstva in ribolova, vendar je treba večino hrane na tem območju uvoziti iz bolj rodovitnih regij Grčije. Epir je dom številnih najbolj znanih blagovnih znamk mlečnih izdelkov v državi, ki med drugim proizvajajo feta sir. Drugo pomembno področje lokalnega gospodarstva je turizem, predvsem eko turizem. Zaradi naravnega okolja tega območja ter tradicionalnih vasi in življenjskega sloga je Epir postal turistična atrakcija.
Bruto domači proizvod (BDP) regije je leta 2018 znašal 4,1 milijarde evrov, kar je predstavljalo 2,2 % grške gospodarske proizvodnje. BDP na prebivalca, prilagojen glede na kupno moč, je v istem letu znašal 14.700 evrov ali 49 % povprečja EU27. BDP na zaposlenega je znašal 63 % povprečja EU. Epir je regija v Grčiji s tretjim najnižjim BDP na prebivalca in ena najrevnejših regij v EU.

## Demografija
V Epirju živi okoli 320.000 ljudi. Po popisu leta 2001 je imel najnižjo populacijo med 13 grškimi regijami. To je deloma posledica vpliva ponavljajočih se vojn v 20. stoletju, pa tudi množičnega izseljevanja zaradi neugodnih gospodarskih razmer. Glavno in največje mesto regije je Janina, kjer živi skoraj tretjina prebivalstva. Velika večina prebivalstva so Grki, vključno z Aromuni in Arvaniti. Regija se je med letoma 2011 in 2021 zmanjšala za 17.313 ljudi, kar pomeni 5,1-odstotno izgubo prebivalstva.
Začrtana meja med Grčijo in Albanijo leta 1913 je pustila nekaj vasi, naseljenih z Albanci, na grški strani meje, pa tudi vasi in mesta, naseljenih z Grki, v severnem Epiru, v današnji Albaniji. V preteklosti je bila obalna regija Thesprotia poleg lokalnih Grkov tudi dom albanske manjšine Čam, katere število v štiridesetih letih ni preseglo 25.000. Po vojni in njihovem izgonu je grški popis leta 1951 v Epiru preštel skupaj 127 muslimanskih albanskih Čamov, medtem ko jih je bilo leta 1986 v Tesprotiji 44.

## Galerija
- Starodavno gledališče v Dodoni
- Pindsko gorstvo
- Reka Acheron
- Ambracijski zaliv Preveze
- Metsovo
- Vas Aristi v Zagoriju, primer epirske arhitekture
- Parga